# Weißstreifen-Bulldoggfledermaus

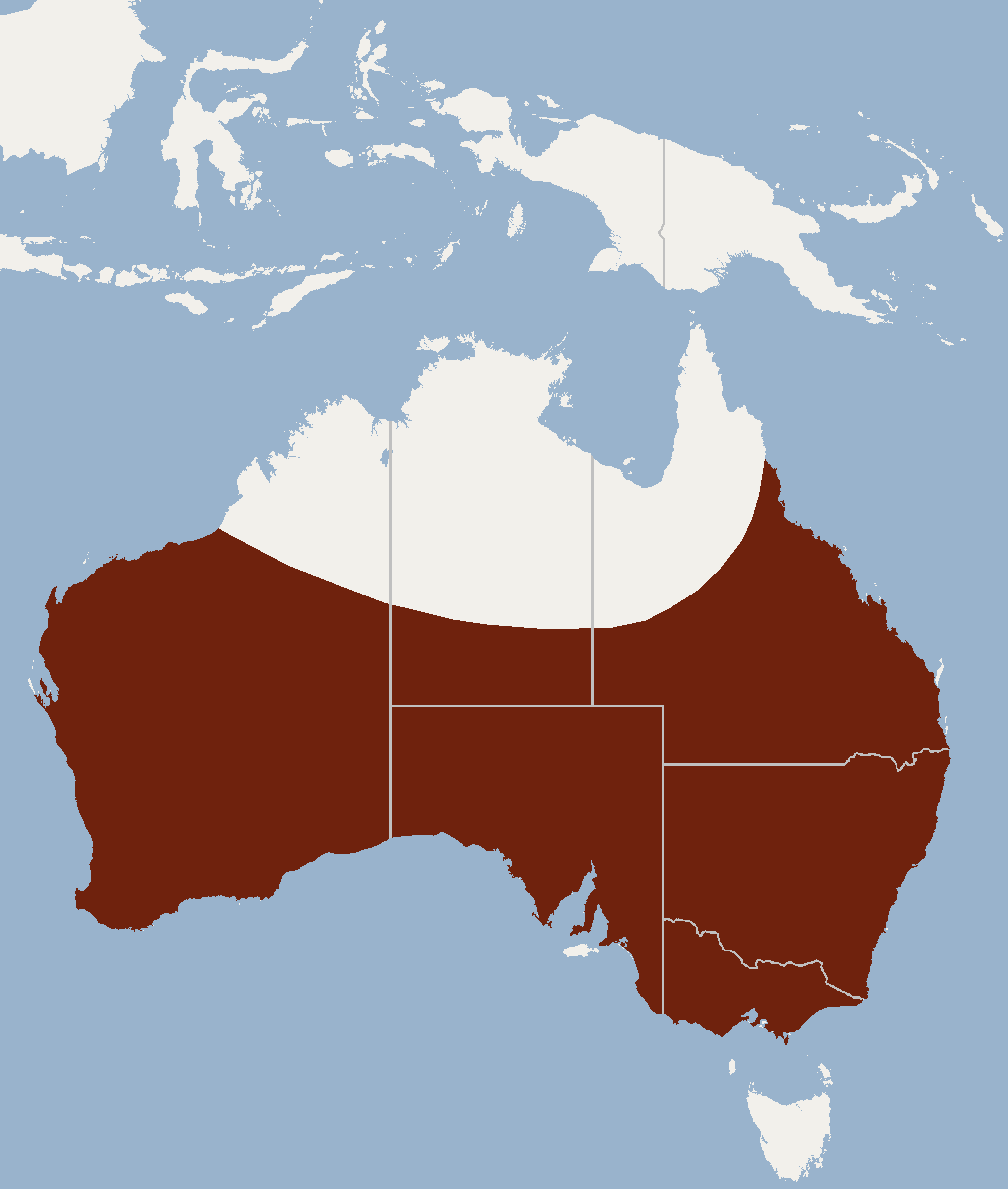
Grobe Skizze des Verbreitungsgebiets

Die Weißstreifen-Bulldoggfledermaus (Austronomus australis) ist ein in weiten Teilen Australiens verbreitetes Fledertier in der Familie der Bulldoggfledermäuse. Die Art wurde längere Zeit in die Gattung Faltlippenfledermäuse (Tadarida) eingeordnet. Nach einer taxonomischen Revision im Jahr 2013 bildet sie zusammen mit der Neuguinea-Bulldoggfledermaus (Austronomus kuboriensis) die Gattung Austronomus.

## Taxonomie
Im Laufe der Historie aufgefundene Exemplare ohne hellen Seitenstreifen führten zur Beschreibung eines Taxons mit dem Artzusatz albidus. Zusätzlich nahmen verschiedene Zoologen, wie George Edward Dobson an, dass Weibchen generell der helle Streifen fehlt. Eine mit dem Artzusatz atrata beschriebene Unterart hat sich als melanistisches Exemplar der Nominatform herausgestellt.

## Merkmale
Mit einer Kopf-Rumpf-Länge von 85 bis 100 mm, einer Schwanzlänge von 40 bis 55 mm, mit 57 bis 65 mm langen Unterarmen und mit einem Gewicht von 26 bis 48 g ist die Art die größte australische Bulldoggfledermaus. Auffällig ist das sehr dunkle braune Fell und der bei fast allen Exemplaren vorhandene weiße Seitenstreifen, neben dem Ansatz der Flügel. An der Brust oder an anderen Stellen sind meist weiße Flecken vorhanden. Bezüglich der Größe der abgerundeten Ohren ist die Yapen-Bulldoggfledermaus (Chaerephon jobensis) ähnlich. Letztere ist meist kleiner und hat deutlich kürzere Unterarme sowie, wenn überhaupt, nur undeutliche weiße Muster.

## Verbreitung
In Australien fehlt diese Fledermaus nur im Norden von Western Australia, Norden von Northern Territory, Norden sowie Nordosten von Queensland sowie auf Tasmanien. Sie lebt im Flach- und Hügelland und erreicht stellenweise 1900 Meter Höhe. Die Weißstreifen-Bulldoggfledermaus bewohnt verschiedene Habitate, wie Wälder, Grasländer, Buschflächen, Parklandschaften und durch periodische Brände gekennzeichnete Gebiete. Im Flug erreicht sie meist eine Höhe von 100 Metern, obwohl auch 2000 Meter registriert wurden. Manche Exemplare unternehmen längere Wanderungen.

## Lebensweise
Als Tagesverstecke dienen Höhlen in großen Bäumen oder Spalten in Gebäuden. Der Ruheplatz wird etwa alle 10 Tage gewechselt. Laut einer Studie von 2007 gibt es innerhalb eines etwa 200 km² großen Gebietes ein zentrales Versteck, indem sich alle Mitglieder der Population gelegentlich treffen. Bei diesen Zusammenkünften bewohnen etwa 300 Tiere das Versteck. Zu anderen Zeiten werden dieses Versteck und andere, bis zu 15 km entfernte Ruheplätze von 10 bis 20 Tieren bewohnt. Vor der Geburt der Nachkommen bilden Weibchen eigene Kolonien, die mehrere hundert Mitglieder haben können. Vor dem Südwinter kann es regionale Wanderungen geben. Die Art hält keinen Winterschlaf.
Die Jagd auf Nachtfalter und andere Insekten findet über den Baumkronen oder im offenen Gelände statt. Einige Populationen haben vermutlich bevorzugte Jagdreviere entwickelt. So jagen Tiere der Simpsonwüste in der Nähe von Oasen und Tiere in städtischen Bereichen im Umfeld von Wasserläufen. Im Bundesstaat Victoria wurde keine Spezialisierung festgestellt. Die Weißstreifen-Bulldoggfledermaus startet aus ihrem Versteck, wenn es ausreichend dunkel ist. Zum Erreichen des Jagdreviers fliegt die Fledermaus mit Geschwindigkeiten um 44 sowie maximal bis 60 km/h. Danach sinkt die Geschwindigkeit auf etwa 7 km/h. Die Fledermaus fliegt in weiten Kreisen und stürzt sich von oben auf die Beute. Die zur Echoortung benutzte tiefe Frequenz von 11 bis 13 kHz kann von vielen Menschen wahrgenommen werden.
Unabhängig von der weiten Verbreitung läuft die Paarung fast synchron ab. Weibchen sind Ende August empfangsbereit und die Geburt des einzigen Nachkommen erfolgt von Mitte Dezember bis Januar. Junge Weibchen können sich zum Ende des ersten Lebensjahres erstmals paaren. Das Jungtier erhält bis etwa Mai Muttermilch.

## Gefährdung
In Regionen mit vielen Windrädern werden einige Exemplare durch die Rotorblätter getötet. Die Populationsabnahme in diesen Gebieten wird durch eine rasche Vermehrung in anderen Gebieten kompensiert. Landschaftsveränderungen, bei denen alte Bäume verloren gehen, können sich negativ auswirken. Ab und zu fällt ein Exemplar einer streunenden Hauskatze zum Opfer. Die IUCN schätzt den Gesamtbestand als groß ein und listet die Weißstreifen-Bulldoggfledermaus als nicht gefährdet (least concern).